# C21H24N2O5
化学式C21H24N2O5，摩尔质量 384.43 g/mol，可能指：
- 黑板树碱，CAS号：123045-72-7
- 3-(N,N-二乙酰氧乙基)氨基苯甲酰苯胺 CAS号：43051-43-0

|  | 这个同类索引页列出了具有相同分子式的化学物（即同分異構體）条目。 除非您是有意链接至本页，否则应将相应条目的内部链接指向正确的条目。 |